# Nigerpeton
Nigerpeton es un género extinto de anfibios temnospóndilos, que existió durante el periodo pérmico, hace 250 millones de años en Níger.  Los primeros especímenes de Nigerpeton fueron encontrados en la formación Moradi en 2000 y 2003.